# GJ 1061
GJ 1061は地球から見てとけい座の方向に約12光年離れた位置にある赤色矮星である。比較的近隣にある恒星だが、見かけの明るさはおよそ13等と暗いため、観測するには少なくとも中程度の大きさの望遠鏡が必要となる。

## 特徴
| 太陽 | GJ 1061   |
| ---- | --------- |
| 太陽 | Exoplanet |

GJ 1061の固有運動は1974年から知られているが、当時測定されていた0.130秒という年周視差の値に基づいて、地球からの距離は現在考えられている距離よりも遠い約25光年と推定されていた。現在考えられている距離は1997年にRECONSのチームによって正確に求められ、当時知られていた中では太陽系から20番目に近い恒星とされた。ただし、同チームは今後さらに近い恒星が多数発見される可能性もあるとしていた。
GJ 1061は非常に小さく、薄暗い赤色矮星で、質量は恒星としての質量の下限に近いとされる。推定されている質量は太陽の12%で、光度はわずか0.17%しかない。他の赤色矮星と比べてフレアなどの恒星活動は安定しており、活動的ではないとされている。伴星が存在するかを確かめる観測も行われているが、そのような天体は今のところ発見されていない。また、星周円盤による赤外線の大幅な超過も示されていない。

## 惑星系
2019年8月、ドイツのゲオルク・アウグスト大学ゲッティンゲンに所属する S. Dreizlerらヨーロッパとチリの研究者からなるグループが、GJ 1061を公転する3つの太陽系外惑星候補、GJ 1061 b、GJ 1061 c、GJ 1061 dを発見したと伝えられた。研究チームは赤色矮星の周りにある惑星をドップラー分光法で探す「Red Dotsプロジェクト」の一環として、チリのラ・シヤ天文台にあるHARPS分光器を用いて2018年にGJ 1061の観測を行った。
3つの惑星候補はそれぞれ3.20日、6.69日、13.0日（または12.4日）の公転周期と、地球の1.4倍、1.8倍、1.7倍の質量を持つ。しかしドップラー分光法の性質上、これらの質量は下限質量であり、真の質量はこれよりも大きいかもしれない。観測の結果、GJ 1061の視線速度に5つの異なる視線速度成分が見出されているが、3つの惑星に起因していない残る周期56日と130日の視線速度成分は恒星本体に由来する可能性がある。
3つの惑星のうち最も外側にある惑星GJ 1061 dは、13.0日と12.4日の2つの周期を持つ可能性がある。このうち片方が真の周期で、もう片方は観測間隔の影響で表れた偽の周期性（alias）と見られるが、どちらが真の周期なのかは今のところ明らかになっていない。GJ 1061 dは表面に液体の水が存在しうるハビタブルゾーン内を公転している点で注目されており、公転周期が12.4日と13.0日のいずれのケースでもハビタブルゾーン内に収まるとされ、またGJ 1061 cもハビタブルゾーンの内縁付近を公転している可能性がある。
| 名称 （恒星に近い順） | 質量                | 軌道長半径 （天文単位） | 公転周期 (日)       | 軌道離心率 | 軌道傾斜角 | 半径 |
| --------------------- | ------------------- | ----------------------- | ------------------- | ---------- | ---------- | ---- |
| b                     | ≥1.38+0.16 −0.15 M⊕ | 0.021 ± 0.001           | 3.204 ± 0.001       | < 0.31     | —          | —    |
| c                     | ≥1.75 ± 0.23 M⊕     | 0.035 ± 0.001           | 6.689 ± 0.005       | < 0.29     | —          | —    |
| d                     | ≥1.68+0.25 −0.24 M⊕ | 0.054 ± 0.001           | 13.031+0.025 −0.032 | < 0.53     | —          | —    |